# Правая Туха
Правая Туха — река в России, протекает по территории Апшеронского района Краснодарского края. Устье реки находится в 22 км по правому берегу реки Тухи. Длина реки — 16 км, площадь водосборного бассейна — 45,4 км².

## Данные водного реестра
По данным государственного водного реестра России относится к Кубанскому бассейновому округу, водохозяйственный участок реки — Белая. Речной бассейн реки — Кубань.
Код объекта в государственном водном реестре — 06020001112108100004953.